# Sagesse ancienne, monde moderne - Éthique pour le nouveau millénaire
Sagesse ancienne, monde moderne - Éthique pour le nouveau millénaire (titre original : Ancient Wisdom, Modern World: Ethics for the new Millennium) est un livre du dalaï-lama. Le dalaï-lama a consacré ce livre à l'éthique laïque. 

## Résumé
L’ouvrage, publié l’année précédant l’an 2000, est considéré comme un complément spirituel de son autobiographie, Au loin la liberté. Parcourant la planète, ses rencontres avec les autres civilisation lui confirme que tous les hommes aspirent au même but : être heureux et ne pas souffrir. L’approche du troisième millénaire fut propice à la recherche d'une vie plus épanouissante, et protégée de la stérilité de la société de consommation caractérisant le monde moderne. Pour le dalaï-lama, quelle que soit sa religion, même athée, l’être humain ne peut découvrir le bonheur que par un épanouissement intérieur de son esprit. 

## Autres lectures
- Une éthique du bonheur et de la bonté,  compte-rendu du livre par Sofia Stril-Rever
- Richard Bernstein (en) Critic’s notebook; A Monk’s Keys to Happiness, and to the Best-Seller List // New York Times, October 07, 1999
- Eric Weislogel, Ph.D. Ethics for the New Millennium — Review // Jan 30th 2002